# 塔拉森基 (基輔州)
50°9′36″N 29°58′54″E / 50.16000°N 29.98167°E
塔拉森基（烏克蘭語：Тарасенки）是位於烏克蘭北部的村莊，由基辅州法斯蒂夫區的法斯蒂夫市鎮負責管轄。該村始建於1658年，面積0.09平方公里，海拔高度161米，2001年人口21，人口密度每平方公里233.3人。